# Amsacta moorei
Amsacta moorei là một loài bướm đêm thuộc phân họ Arctiinae, họ Erebidae.